# Sarah Daninthe
Sarah Delphine Éléonore Daninthe (Les Abymes, Guadalupe, 25 de junio de 1980) es una deportista francesa que compitió en esgrima, especialista en la modalidad de espada.
Participó en los Juegos Olímpicos de Atenas 2004, obteniendo una medalla de bronce en la prueba por equipos (junto con Laura Flessel-Colovic, Hajnalka Kiraly-Picot y Maureen Nisima).
Ganó dos medallas de oro en el Campeonato Mundial de Esgrima, en los años 2005 y 2008, y una medalla de bronce en el Campeonato Europeo de Esgrima de 2011.

## Palmarés internacional
| Juegos Olímpicos   | Juegos Olímpicos        | Juegos Olímpicos  | Juegos Olímpicos   |
| Año                | Lugar                   | Medalla           | Prueba             |
| ------------------ | ----------------------- | ----------------- | ------------------ |
| 2004               | Atenas (Grecia)         | Medalla de bronce | Espada por equipos |
| Campeonato Mundial |                         |                   |                    |
| Año                | Lugar                   | Medalla           | Prueba             |
| 2005               | Leipzig (Alemania)      | Medalla de oro    | Espada por equipos |
| 2008               | Pekín (China)           | Medalla de oro    | Espada por equipos |
| Campeonato Europeo |                         |                   |                    |
| Año                | Lugar                   | Medalla           | Prueba             |
| 2011               | Sheffield (Reino Unido) | Medalla de bronce | Espada por equipos |